# Veva Tončić
Veva Tončić (* 11. März 1912 in Wien; † 1. Mai 1992 in Salzburg), auch Veva Treuberg-Tončić (der Name wird sehr häufig auch ohne Akzente zitiert), war eine österreichische bildende Künstlerin. Ihr Hauptwerk sind Steinskulpturen; sie schuf auch Grafiken, Wandreliefs, Malereien und Scherenschnitte.

## Leben
Die Vorfahren der in Wien geborenen Künstlerin stammen aus Belgien, Dalmatien, Frankreich, Italien, Preußen und Südafrika. Geboren wurde sie als Veva (Genoveva) Maria Katharina Aspasia Tončić Edle von Sorinj. Sie war die Schwester des österreichischen Politikers Lujo Tončić-Sorinj und war verheiratet mit Ernst Ferdinand Graf Fischler von Treuberg.   
Tončić absolvierte nach der Matura von 1936–1940 eine private Ausbildung als Steinbildhauerin bei dem Steinmetzmeister und Bildhauer Leo von Moos in Salzburg. 1943–1944 besuchte sie die Meisterklasse der Bildhauerei an der Akademie der Bildenden Künste Wien und wurde Assistentin für Steinarbeit bei Fritz Behn. Zu dieser Zeit absolvierte sie auch Zeichnen bei Herbert Boeckl.
Nach ihrer Ausbildung arbeitete Tončić als freischaffende Künstlerin und blieb es bis zu ihrem Tod. 
Sie hielt sich hauptsächlich in Salzburg auf, wo sie auch achtzigjährig starb. Sie war Mitglied der Genossenschaft der bildenden Künstler Salzburg (Salzburger Kunstverein). Der Künstlerin wird Humor, Beobachtungsgabe sowie Interesse am Literarischen und ein Hang zum Zyklischen nachgesagt.

## Werk

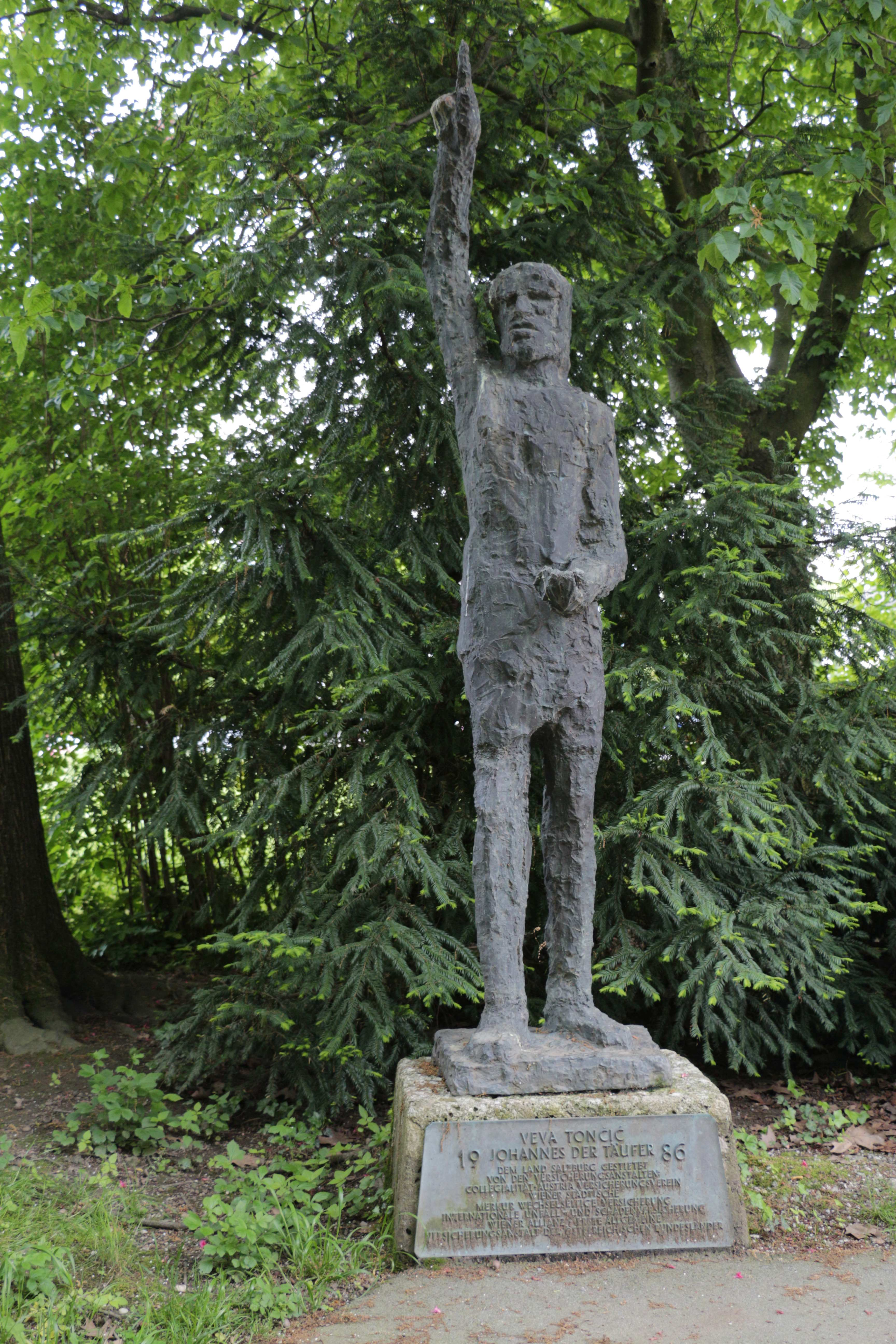
Johannes der Täufer (1986) auf dem Gelände des Salzburger Landeskrankenhauses

Veva Tončić schuf Monumental- und Kleinplastiken. Sie dachte in allen ihren Arbeiten – unabhängig vom Format – monumental. Ihre Arbeiten zeichnen sich in der Ausführung durch große Unmittelbarkeit aus und werden als Ergebnisse eines spontanen Schaffensprozesses eingeschätzt. Tončić arbeitete ohne vorbereitende Skizzen, Modelle oder eine zeichnerische Fixierung ihrer Ideen.

„Ihre Steinbildhauereien sind unmittelbar aus dem Block herausgeholt, ohne vorbereitende Skizzen, ohne Modelle, ohne zeichnerische Fixierung von Gesamt- oder Teilidee; sie bezeugen somit eine geradezu traumhaft sichere Beherrschung des Metiers und eine Souveränität über Material und Werkzeug. Versucht man, die Stilprinzipen des Schaffens der Künstlerin zu bestimmen, wird man unschwer erkennen, daß Veva Toncic nicht am klassischen Ideal der Vollrundheit des Bildwerkes und der Gleichberechtigung aller Ansichten hängt. Griechischen Idealen ist die Künstlerin zutiefst verpflichtet, aber sicher nicht im Sinne eines oberflächlich-imitativen Klassizismus: das Griechische in diesen Werken ist zugleich das elementar Bildhauerische, die Verwandtschaft ist weniger eine der Form als eine des Wesens.“

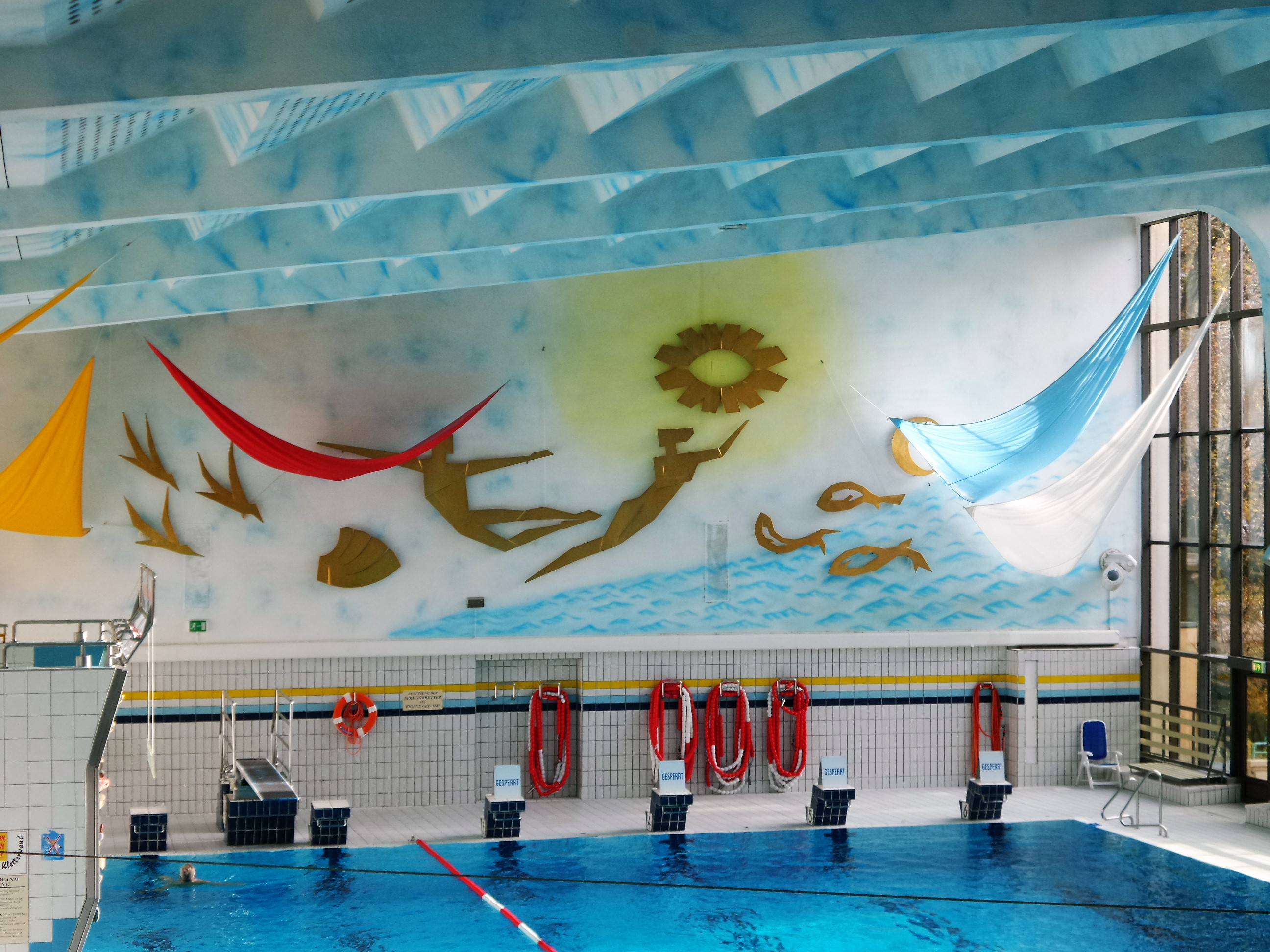
Wandrelief im inzwischen abgerissenen Paracelsusbad in Salzburg

Diese Beschreibung der Arbeit als Bildhauerin kann wörtlich für ihre Scherenschnitte übernommen werden und ist Voraussetzung auch für die Kunstgattung Scherenschnitt/Papierschnitt, soll sie nicht im Kunsthandwerk stehen bleiben.

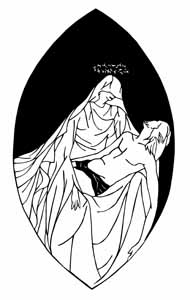
Pietà

Neben der Bildhauerei beschäftigte sie sich auch mit anderen künstlerischen Genres wie Zeichnen und Malen in verschiedenen Techniken sowie mit dem Scherenschnitt.

Die Bedeutung der Künstlerin liegt auch teilweise in ihrem Beitrag zur Kunstgattung des Scherenschnittes: 

„Daß diese Künstlerpersönlichkeit der Nachwelt Scherenschnitt-Zyklen hinterlassen hat, ist für die Entwicklung dieser Kunstgattung bis ins 21. Jahrhundert ein Meilenstein und eine Bereicherung. Es wird sich nicht mehr feststellen lassen, wieviele Scherenschnitte aus ihrer Hand stammen, wo sie für Illustrationen, für Geschenke und zum Verkauf verwendet wurden.“

„Veva Tončić ist nicht Bildhauerin, die sich auch mit Malerei und Grafik beschäftigt, sie ist ebensowenig Malerin und Grafikerin, die sich auch mit Bildhauerei beschäftigt, sie ist weder das eine noch das andere und doch alles zusammen. Sie bekennt selber, sie würde am liebsten mit vier Händen gleichzeitig in den verschiedensten künstlerischen Manieren arbeiten.“

## Nachweise
- Deutscher Scherenschnittverein e. V.: Veva Tončić auf www.scherenschnitt.org

1. ↑   Tončić-Sorinj, Lujo (1982): Erfüllte Träume. Kroatien. Österreich. Europa. Amalthea Verlag, Wien
2. ↑  
www.data.matricula-online.eu.de, abgerufen am 27. Dezember 2017.
3. ↑  www.scherenschnitt.org, abgerufen am 30. August 2016.
4. ↑   Köller, Ernst: aus: Veva Toncic (1982): Buch-Katalog, Eigenverlag der Künstlerin, Druck Universitätsdruckerei Anton Pustet, Salzburg, S. 3.
5. ↑  http://www.scherenschnitt.org/toncic/ Veva Tončić, abgerufen am 27. Dezember 2017.
6. ↑  http://www.scherenschnitt.org/toncic/ Veva Tončić, abgerufen am 27. Dezember 2017.
7. ↑  http://www.scherenschnitt.org/toncic/ Veva Tončić, abgerufen am 30. August 2016.

- Matrikula Online:  auf http://data.matricula-online.eu/de/

| Personendaten    | Personendaten                       |
| ---------------- | ----------------------------------- |
| NAME             | Tončić, Veva                        |
| ALTERNATIVNAMEN  | Toncic-Treuberg, Veva               |
| KURZBESCHREIBUNG | österreichische bildende Künstlerin |
| GEBURTSDATUM     | 11. März 1912                       |
| GEBURTSORT       | Wien                                |
| STERBEDATUM      | 1. Mai 1992                         |
| STERBEORT        | Salzburg                            |